# Caüsac de Sanch Amauç
Caüsac (en francès Cahuzac) és un municipi francès situat al departament del Tarn i a la regió d'Occitània.

## Demografia
| 1962                                       | 1968 | 1975 | 1982 | 1990 | 1999 | 2006 |
| ------------------------------------------ | ---- | ---- | ---- | ---- | ---- | ---- |
| 135                                        | 153  | 139  | 218  | 160  | 141  | 337  |
| Des de 1962: població sense dobles comptes |      |      |      |      |      |      |

## Administració
| Període | Identitat    | Partit |
| ------- | ------------ | ------ |
| 2001-   | Michel Naves |        |

## Llocs i Monuments

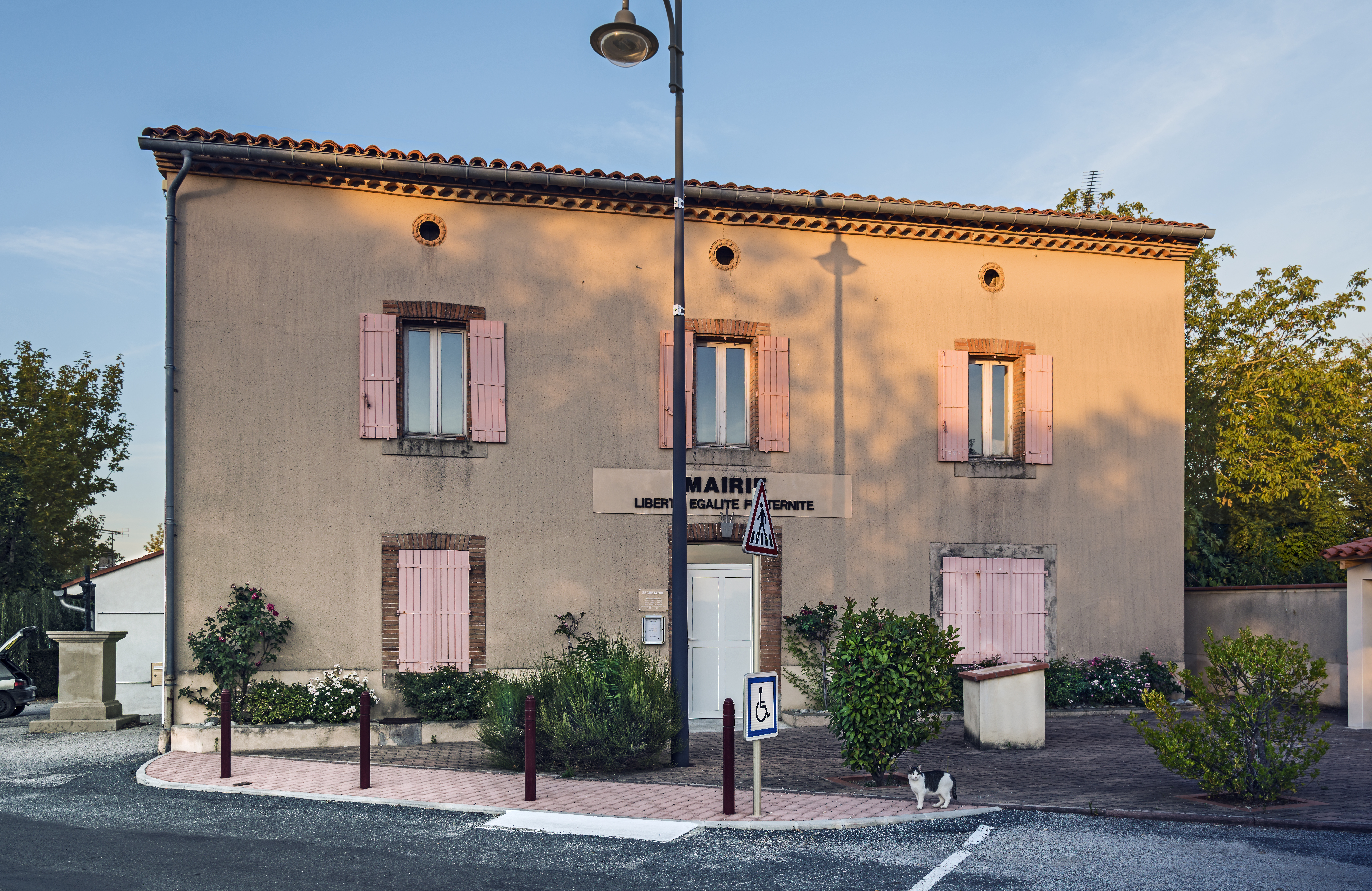
L'ajuntament.
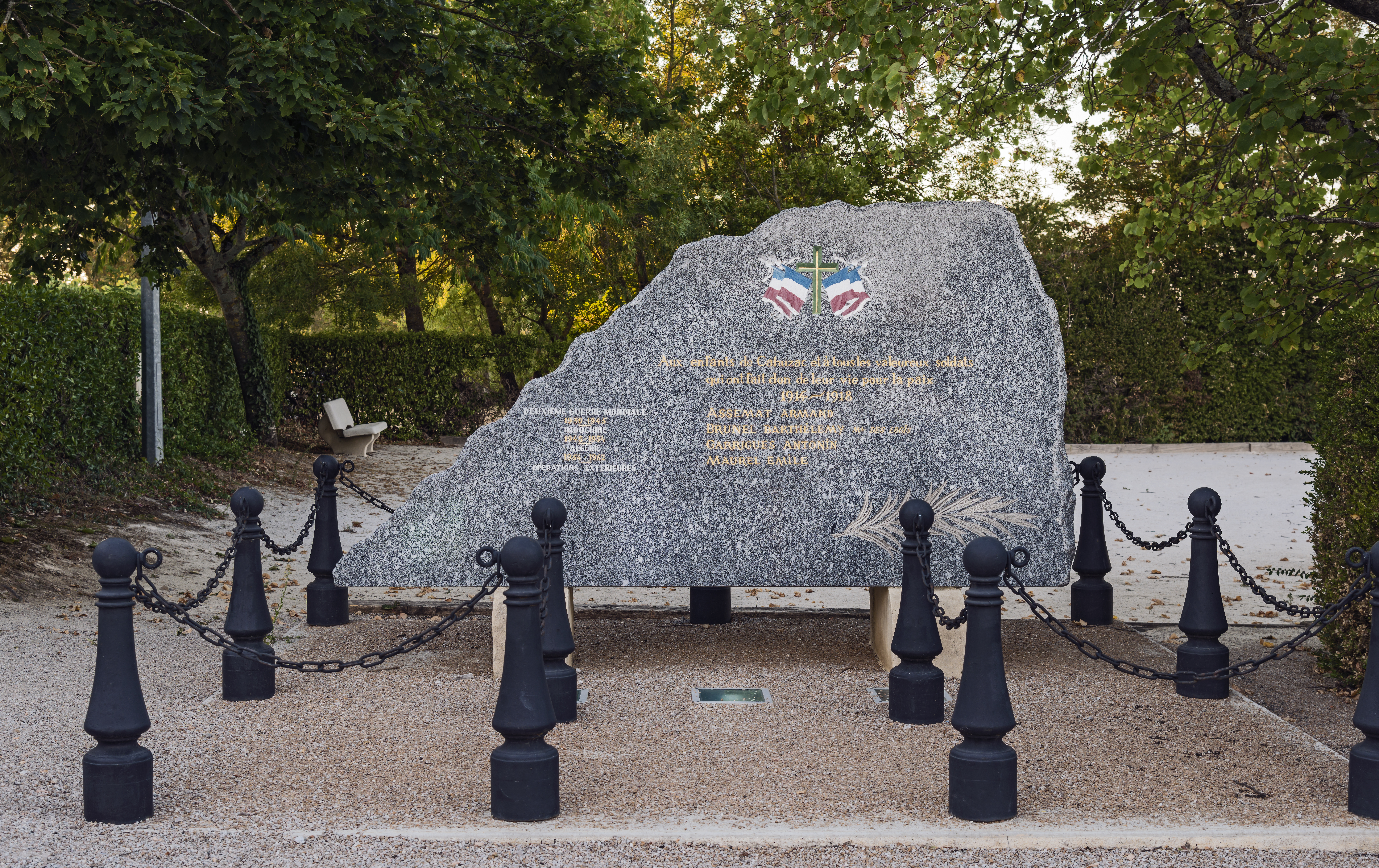
El monument de la guerra.
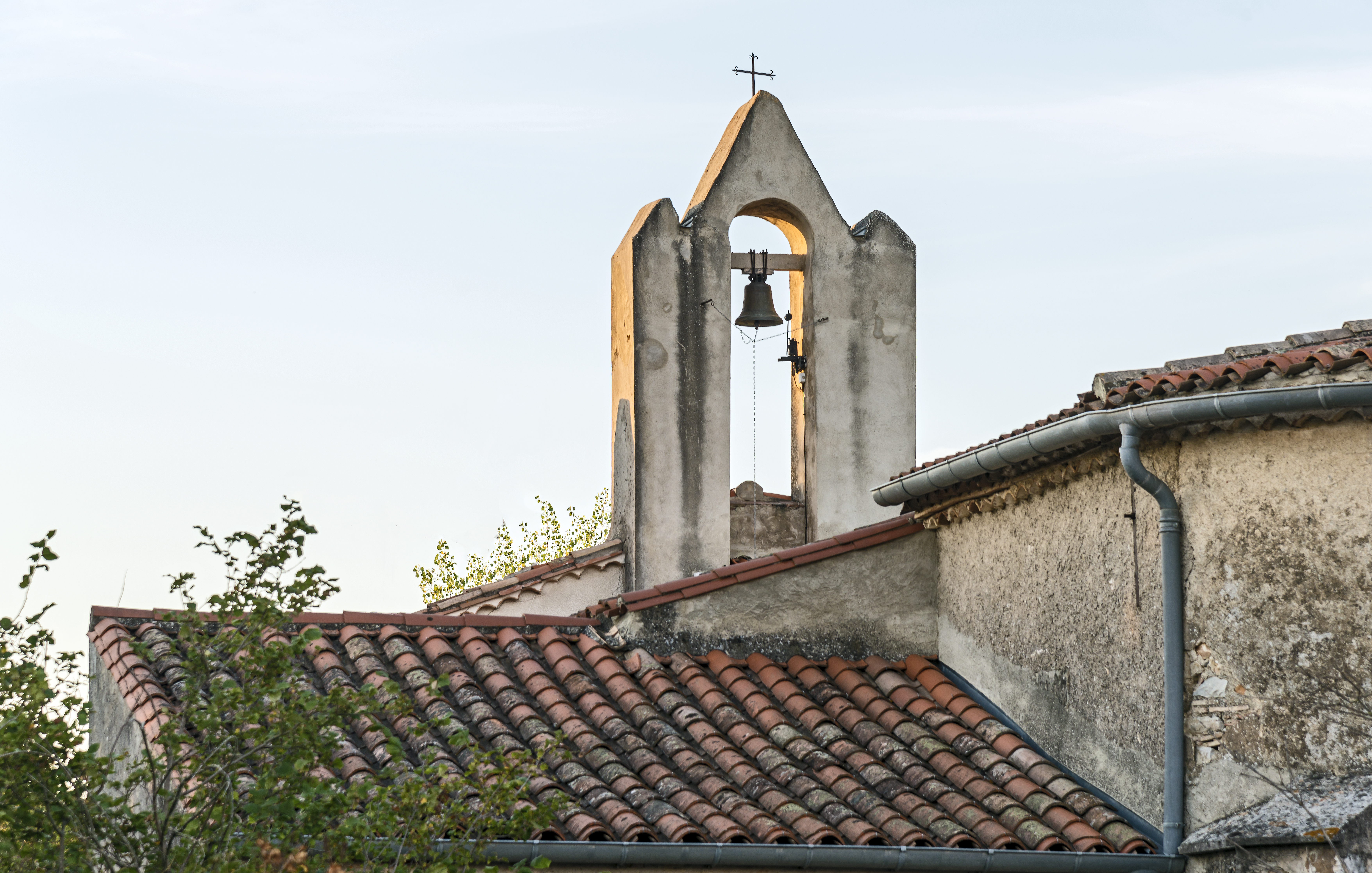
La torre de l'església.